# Gilah Leder
Pour les articles homonymes, voir Leder.
Gilah Chaja Leder, née en 1941 à Hilversum, aux Pays-Bas, est une mathématicienne néerlando-australienne, professeure auxiliaire à l'université Monash et professeure émérite à l'université de La Trobe. Ses intérêts de recherche portent sur l'enseignement des mathématiques, le genre, l'affect et l'exceptionnalité. Leder a été lauréate 2009 de la médaille Felix Klein. 

## Biographie
Gilah Leder est née à Hilversum, en Hollande-Septentrionale en 1941, durant la Seconde Guerre mondiale. Sa famille est juive et elle devient une enfant cachée et protégée par la famille catholique Zwanikken de Laren. Le père de famille, Cornelis Zwanikken, travaillait au département des affaires sociales de la municipalité. Elle y a été acceptée comme l'une des leurs et affectueusement appelée « zusje » (petite sœur). Elle apprend à lire et à écrire dans sa petite enfance. Après la guerre, elle retrouve ses parents et elle fréquente l'école primaire. En novembre 1953, sa famille s'installe à Adélaïde, en Australie. Elle effectue sa 7e année d'école à la Woodwille High School, une école publique mixte, puis elle poursuit ses études à l'université d'Adélaïde, où elle obtient sa licence en mathématiques avec une mention, avec un mémoire sur l'algèbre de Boole en 1963, suivi d'un diplôme en pédagogie en 1965,.

## Carrière
Elle a commencé sa carrière en enseignant les mathématiques dans un lycée mixte de Melbourne. Plus tard, on lui a offert un poste au Melbourne Secondary Teachers College. Après avoir donné naissance à ses deux enfants, elle a terminé ses études à l'université Monash où elle a obtenu sa maîtrise en éducation en 1973 et son doctorat en 1979. La thèse portait sur les craintes des filles à l'égard des mathématiques et les effets des différences entre garçons et filles dans les cours de mathématiques.
Plus tard, elle est nommée chargée de cours à la faculté de sciences de l'éducation de l'université Monash, maître de conférences en 1978, maître de conférences Senior en 1982 et professeur de pédagogie en 1988. En 1994, elle est nommée professeure d'éducation à l'université La Trobe. De 2000 à 2007, elle a été directrice des études supérieures et directrice de l'Institut d'études avancées. En 2007, elle a officiellement pris sa retraite, mais a continué d'enseigner et de faire des recherches à La Trobe et à l'université Monash, où elle est professeure auxiliaire. De 2002 à 2004 elle est professeure invitée en Suède.

## Travaux
Leder était déjà attachée à l'égalité des chances en tant qu'étudiant. Elle était membre d'une délégation étudiante qui sollicité, avec succès, du ministre de l'Éducation le droit pour les étudiantes de porter des pantalons. Ses recherches sont fortement influencées par la question de savoir pourquoi si peu de femmes choisissent d'étudier les mathématiques à l'école et à l'université. En 1990, elle a édité et publié Mathematics and Gender avec Elizabeth Fennema de l'université du Wisconsin à Madison. Elle a constaté que les mathématiques étaient perçues très tôt par les filles comme un sujet spécifique aux hommes, que les filles ayant des compétences en mathématiques avaient tendance à sous-estimer leurs compétences et que les enseignants avaient une tendance ouverte ou subtile à encourager les garçons plutôt que les filles. Elle a également examiné plus généralement l'influence des antécédents culturels et ethniques sur l'apprentissage de cette discipline.

## Prix et distinctions
En 1993, elle a été nommée « Superviseur de l'année » de l'université Monash pour la qualité de sa supervision d'étudiants de troisième cycle.
De 1995 à 2002 elle est membre du comité exécutif de la Commission internationale de l'enseignement mathématique (ICMI). Leder est lauréate 2009 de la médaille Felix Klein décernée par cette commission pour ses réalisations dans l'enseignement, la recherche et le développement des mathématiques.
Elle est membre de l'Académie des sciences sociales d'Australie (en). Elle est ancienne présidente (de 1994 à 1998) et membre à vie du Mathematics Research Group of Australasia (MERGA) et du Groupe international de psychologie de l'enseignement des mathématiques (International Group for the Psychology of Mathematics Education, PME). 
Leder est nommée membre de l'ordre d'Australie (AM) lors des festivités liées à l'anniversaire de la reine en 2019, en reconnaissance de son « service important à l'enseignement supérieur et à la communauté juive de Victoria ».

## Publications
- Mathematics and gender: Changing perspectives. Handbook of research on mathematics teaching and learning: A project of the National Council of Teachers of Mathematics, in Douglas A. Grouws (dir.), Handbook of research on mathematics teaching and learning: A project of the National Council of Teachers of Mathematics, New York, Macmillan Publishing, 1992, p. 597-622.
- avec Elizabeth Fennema (dir.), Mathematics and Gender, New York, Teachers College Press, 1990.
- avec Shirley Sampson (dir.), Educating Girls: Practice and Research, Sydney, Allen and Unwin, 1989.
- avec Erkki Pehkonen & Günter Törner, Beliefs: A Hidden Variable in Mathematics Education ?, Kluwer, 2002.
- avec Helen Forgasz, « Measuring Methematical Beliefs and their Impact on the Learning of Mathematics: A New Approach », in Gilah C. Leder, Erkki Pehkonen & Günter Törner (dir.), Beliefs: A Hidden Variable in Mathematics Education?, Springer, Dordrecht, 2002,  (ISBN 978-1-4020-1057-6),  p. 93-115.
- « Educational Studies in Mathematics », vol. 28, no 3, numéro spécial Mathematics and Gender, 1995.
- avec R. Gunstone, Quantitative Methods in Education Research. A Case Study, Geelong, Deakon University Press, 1992.
- avec L. Yates, Student pathways: a review and overview of national databases on gender equity, Canberra, Department of Education and Training, and Children's Youth and Family Bureau, 1996.
- avec H. Forgasz, C. Solar : « Research and Intervention Programs: A Genered Issue », in A. Bishop (dir.), International Handbook of Mathematics Education, Kluwer, 1996.

## Voir également